# Mobilmachung

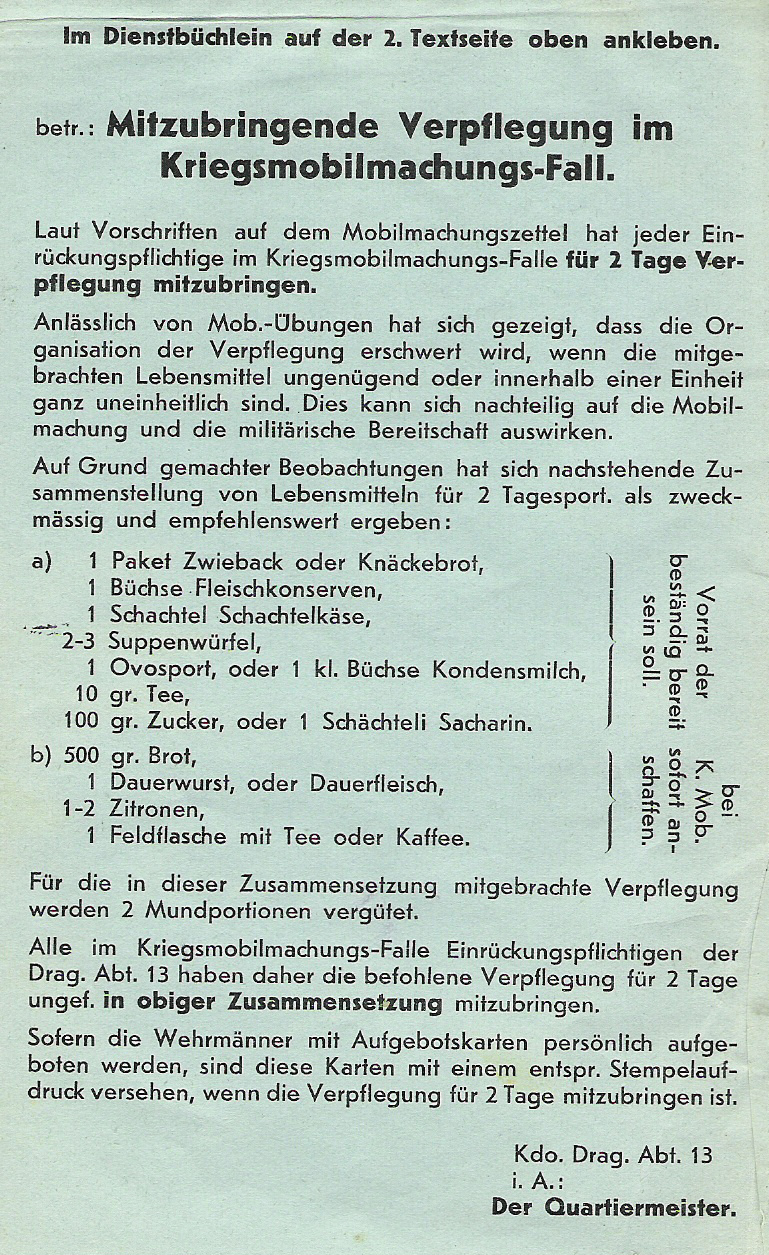
Mobilmachungs-Merkblatt für die mitzubringende Verpflegung im Zweiten Weltkrieg (Schweizer Armee)

Mobilmachung, auch Mobilisierung, bedeutet die Vorbereitung der Streitkräfte eines Staates auf den Einsatz, meist für einen Angriffs- oder Verteidigungskrieg. Die bestehenden aktiven und teilaktiven Truppenteile werden mobilisiert (also „beweglich“ gemacht): Sie werden in die Lage versetzt, ihre Friedensstandorte zu verlassen, um Kampfhandlungen ausführen zu können. Bisher nichtaktive Truppenteile (vgl. Reserve) werden aktiviert.
Die Rücknahme der Mobilmachung ist die Demobilisierung.

## Arten der Mobilmachung
Bei einer Generalmobilmachung oder allgemeinen Mobilmachung werden alle Streitkräfte mobilisiert, bei einer Teilmobilmachung nur ein Teil der Streitkräfte.
Bei einer Mobilmachung werden die aktiven Truppen oft personell und materiell verstärkt. Bei der Bundeswehr wurde die Mobilisierung der Reservisten als „personelle Mobilmachung“ bezeichnet und die Requisition ziviler Ausrüstungsgegenstände (vor allem Kraftfahrzeuge und Sondermaschinen) als „materielle Mob-Ergänzung“.
Die Mobilmachung kann offen oder verdeckt erfolgen.
Es existieren grundsätzlich drei Varianten der Mobilisierung, die Mobilisierung durch Überzeugung, die Mobilisierung durch Belohnung und Mobilisierung durch Zwang.

### Sonderfall Schweizer Milizarmee
Bei der Schweizer Armee werden die militärdienstpflichtigen Bürger von den zivilen Behörden zum Aktivdienst aufgeboten. Da die Schweizer Milizarmee – außer den gerade in Ausbildung befindlichen – keine stehenden Truppen unterhält, haben die Militärdienstpflichtigen ihre persönliche Ausrüstung und Waffe zu Hause aufzubewahren, um eine schnellere Mobilmachung zu ermöglichen.

## Historische Beispiele

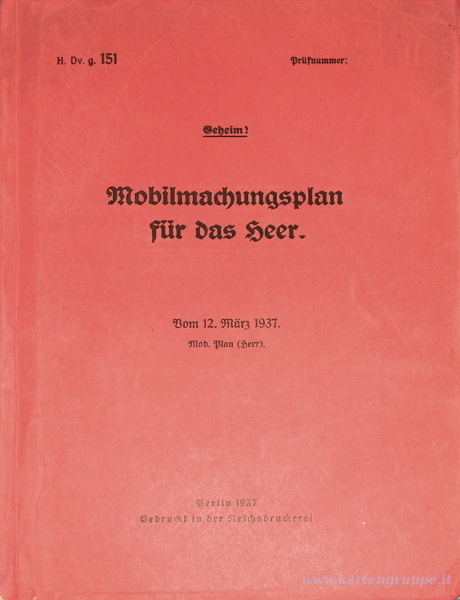
Heeresdienstvorschrift: H.Dv.g.151 Mobilmachungsplan für das Heer vom 12. März 1937

Mobilmachungen wirkten zum Beispiel während der Julikrise 1914 verschärfend: Keine der beteiligten Mächte glaubte auf eine frühe Mobilmachung verzichten zu können; die Mobilisierung trug zu einer Eskalation der Krise bei.
Die DDR als das am westlichsten gelegene Land und als ein Frontstaat des Warschauer Paktes hatte eine aufwändige Infrastruktur für schnelle Mobilmachung: Betriebskampfgruppen, Wehrsport im Rahmen der Wehrerziehung und vieles andere mehr, siehe auch Mobilmachungsdivisionen (NVA). 1977 erprobte die DDR ein neues Mobilmachungssystem und die paramilitärischen Kampfgruppen wurden aufgerüstet, um die Kampfbereitschaft der NVA zu erhöhen.
Im Krieg Russlands gegen die Ukraine ab dem Jahr 2022 wurden alle drei Arten der Mobilmachung beschrieben. Die drei Arten der Mobilisierung werden in der Ukraine ausgeführt. Die Mobilisierung durch Überzeugung geschah in den Anfangstagen des Krieges auf ukrainischer Seite. Die Mobilisierung durch Belohnung geschieht durch Lohnversprechungen für russische Vertragssoldaten, welche einem Mehrfachen der Löhne gewisser Regionen der russischen Föderation entsprachen. Aber auch durch Rekrutierung von Söldnern und gar von Gefängnisinsassen gab es eine Mobilisierung. Die Zwangsmobilisierung wiederum erfolgte in den russischen annektierten Gebieten Donezk und Lugansk, aber auch in den 2022 neu von Russland besetzten Gebieten sowie in der Ukraine.

## Mobilmachung Bundeswehr und Verbündete (1980er Jahre)
Aus einer Spannungssituation zwischen den beiden Supermächten USA und UdSSR, beziehungsweise ihrer Militärbündnisse NATO und Warschauer Pakt, hätte der Verteidigungsfall für die Bundesrepublik Deutschland ausgelöst werden können. Bei einem eventuellen Krieg zwischen den beiden Kontrahenten wäre die Vorwarnzeit von entscheidender Bedeutung gewesen, weil diese einen entscheidenden Einfluss auf die Alarmierung und Mobilisierung gehabt hätte.
Auf der politischen Ebene hätte der Bundestag festgestellt, dass das Bundesgebiet mit Waffengewalt angegriffen wird oder dass ein solcher Angriff unmittelbar droht, und unter Zustimmung des Bundesrates den Verteidigungsfall ausgerufen. Die Bundesregierung war in diesem Fall dazu ermächtigt, den Verteidigungsfall (Landesverteidigung) gemäß Artikel 115 im Grundgesetz auszurufen. Daraufhin hätten Notstandsgesetze verhängt werden können. Bei unmittelbarer Bedrohung hätte die Bundesregierung die Möglichkeit gehabt, für die Absicherung der Regierungsarbeit in die unterirdische Dienststelle Marienthal als Ausweichsitz der Verfassungsorgane zu verlegen.

### Phasen der Mobilisierung an der innerdeutschen Grenze
Hier gab es unterschiedliche Szenarien bzgl. der Verlege-/Verschiebemanövern zwischen Bundeswehr und Bundesgrenzschutz. Je nach Konfliktlage sollten Bundeswehrverbände die Grenzschutzkommandos (GSK) des BGS an der Zonengrenze ablösen und sie durch das jeweilige Korpsgebiet geleiten, um mit Verzögerungskräften und aufmarschierenden Deckungstruppen die grenznahe Verteidigung zu übernehmen.
Grundsätzlich untergliederte sich die Mobilisierung in:
- Aufmarschphase durch Dislozierung der Heeresdivisionen
- Aufmarschphase der NATO-Truppen in die vorgesehenen GDP-Räume

Die Deckungskräfte, überwiegend verstärkte Panzeraufklärungsverbände spielten in der Planung eine entscheidende Rolle dabei, wie lange und wie wirkungsvoll eine Bodenoffensive des Warschauer Paktes in der Verzögerungszone von ca. zehn Kilometern Tiefe hätte verzögert und wie stark die angreifenden Panzerverbände hätten abgenutzt werden können.